# Laksholmen (Bergen)
Pour les articles homonymes, voir Laksholmen et Laksholmen (Bjørnafjorden).
Laksholmen est une île norvégienne du comté de Hordaland appartenant administrativement à Bergen.

## Description
Rocheuse et désertique, à fleur d'eau, elle s'étend sur environ 46 m de longueur pour une largeur approximative de 27 m. 